# Fytopathologie
Fytopathologie of plantenziektekunde is de studie van de interactie tussen planten en plantpathogenen met als doel het ontwikkelen van strategieën voor de preventie en bestrijding van plantpathogenen.
Ook het gevolg worden bestudeerd van de werking van abiotische factoren, zoals luchtvervuiling, wind en koude op de productie, evenals de invloed van vruchtwisseling.
Het werkterrein strekt zich uit van molecuul- tot populatieniveau, waarbij gelet wordt op de ecologische, fysiologische, biochemische en moleculaire aspecten van plantenziekteverwekkers en hun interacties met waardplanten (onder andere Cecidologie, plantengallenkunde). Het betreft onder andere pathogenese, virulentie, avirulentie, resistentie, antagonisme en biologische bestrijding van schadelijke organismen.
Plantenziekten kunnen in de landbouw niet alleen een lagere productie veroorzaken, maar kunnen ook grote kwaliteitsachteruitgang bewerkstelligen.
Ook kunnen door schimmels geproduceerde schadelijke toxinen in het voedsel terechtkomen. Een voorbeeld hiervan is moederkoren (Claviceps purpurea) bij granen, dat vroeger voor grote vergiftigingsproblemen zorgde. Tegenwoordig zijn het fusariumaantastingen bij granen die te hoge toxinegehalten, zogenaamde DON kunnen veroorzaken.
Door kennis over de veroorzakers en hun levenscycli kunnen betere bestrijdingsmaatregelen tegen plantenziekten genomen worden.